# OpenKeychain
OpenKeychain je aplikace pro mobily, svobodná s otevřeným zdrojovým kódem, určená pro operační systém Android, která umožňuje vytváření a správu OpenPGP klíčů dle normy RFC 9580 OpenPGP standardu. Povolí uživatelům šifrovat, dešifrovat, podepisovat a ověřovat zprávy a soubory. Tato aplikace umožňuje vytvářet pár vlastních klíčů (soukromý a veřejný), stahovat, ukládat a nastavovat důvěryhodnost veřejných klíčů uživatelů, se kterými chceme komunikovat. Také umožňuje zálohovat soukromý klíč.

## K-9 Mail podpora
S K-9 mail podporuje koncové šifrování e-mailů podle OpenPGP formátu. Společně (K-9 mail s OpenKeychain) poskytují komlexní zabezpečení e-mailových zpráv na mobilních zařízeních jako je důvěrnost a autentičnost tím, že šifrované e-maily zároveň digitálně podepisují.

## Přijetí
OpenKeychain je na seznamu oficiálních stránek OpenPGP a známý vývojářský kolektiv Guardian Project jej doporučuje namísto APG k šifrování e-mailů.

## Financování
Vývojáři OpenKeychain se zúčastnili 3 programů "Léto kódu" s 6 úspěšnými studenty. V roce 2015 jeden z hlavních vývojářů získal roční finanční prostředky na zlepšení podpory OpenPGP v K-9 Mail placené Open Technology Fund.

## Historie
OpenKeychain byl vytvořen jako fork Android Privacy Guard (APG) v březnu 2012. Mezi prosincem 2010 a říjnem 2013 nebyla vydána žádná nová verze APG. Nyní již APG není na oficiálních úložištích Google play ani Appstore k dispozici.